# Ван Аркель, Геррит
Геррит ван Аркель (нидерл. Gerrit van Arkel; 3 апреля 1858, Лунен-ан-де-Вехт — 11 июля 1918, Абкауде) — голландский архитектор, спроектировавшим многие известные здания Амстердама в стиле модерн.

## Биография
Ван Аркель переехал в Амстердам в 1883 году, чтобы стать архитектором. В его проектах изначально смешивались стили неоготики и неоренессанса, но примерно с 1894 года он стал применять в своих постройках строгую версию югендстиля. Этот строгий стиль югендстиля, созданный под влиянием работ Хендрика Берлаге, был известен как «Новое искусство» (нидерл. Nieuwe Kunst).
Для дизайна Ван Аркеля характерно частое использование эркеров и лоджий, а также асимметрично расположенных балконов, башен и куполов.
Его проект здания Helios получил третье место на архитектурном конкурсе Всемирной выставки 1900 года в Париже. Двенадцать его зданий в Амстердаме были признаны национальными памятниками в 2001 году. Алмазный завод Ашера также был номинирован на статус национального памятника, а ещё 17 зданий в Амстердаме были номинированы на статус муниципальных памятников.

## Постройки в стиле модерн
Здания в стиле модерн выполненные Ван Аркелем в Амстердаме включают:
- Алмазный завод Ашера на Толстраате (1907)
- Алмазная биржа на площади Weesperplein (1911)
- Здание Гелиоса на площади Спуй (1895/1896)
- Астория офисное здание в Eerste Hollandsche Levensverzekerings (1904/1905)
- Офисное здание Морской Страховой Компании Лимитед на Рокине (1901)
- Пекарня DC Stähle на Spuistraat (1898)

## Галерея

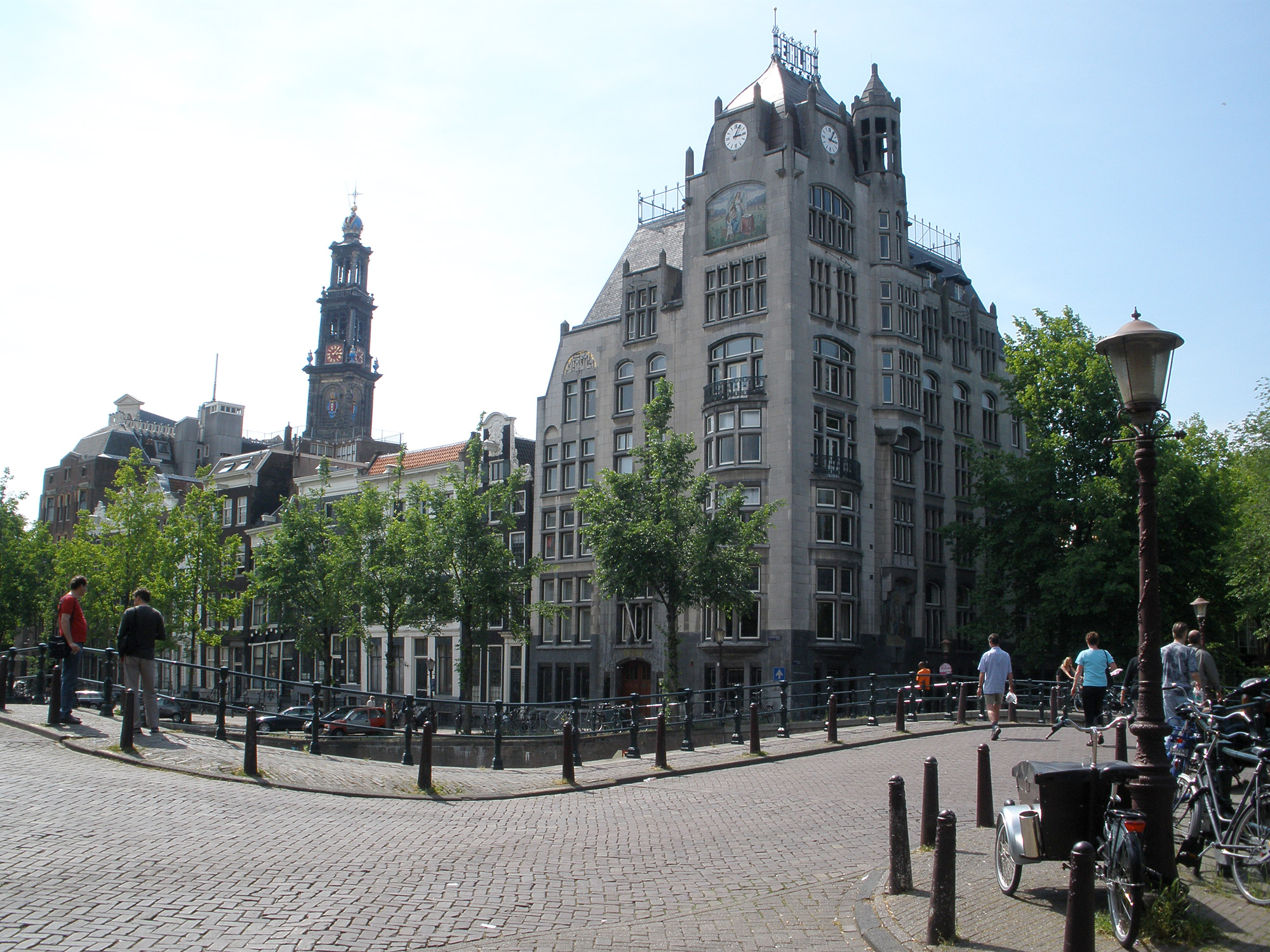
Здание Астории, (1904/1905)
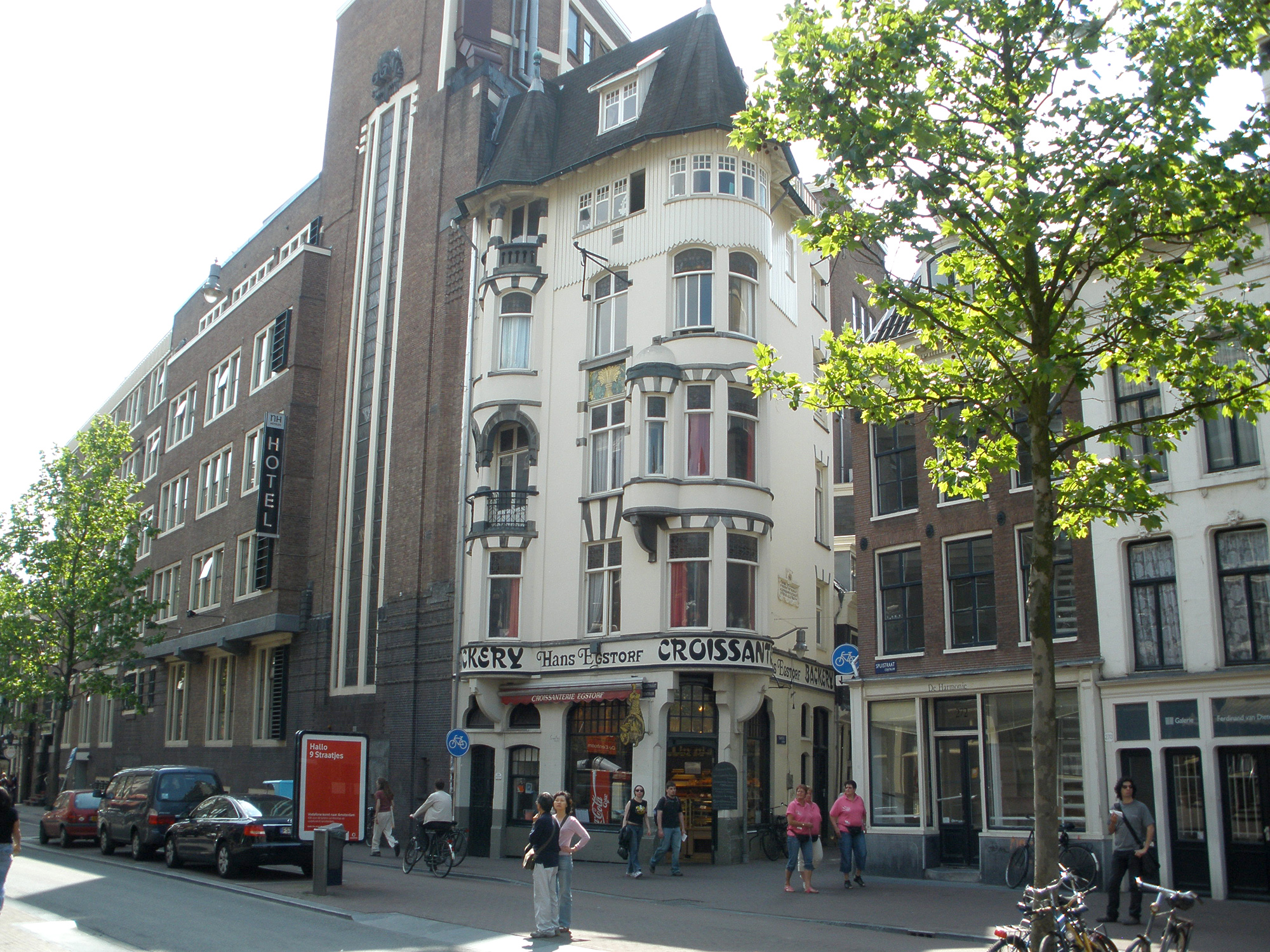
Пекарня DC Stähle, Spuistraat (1898)
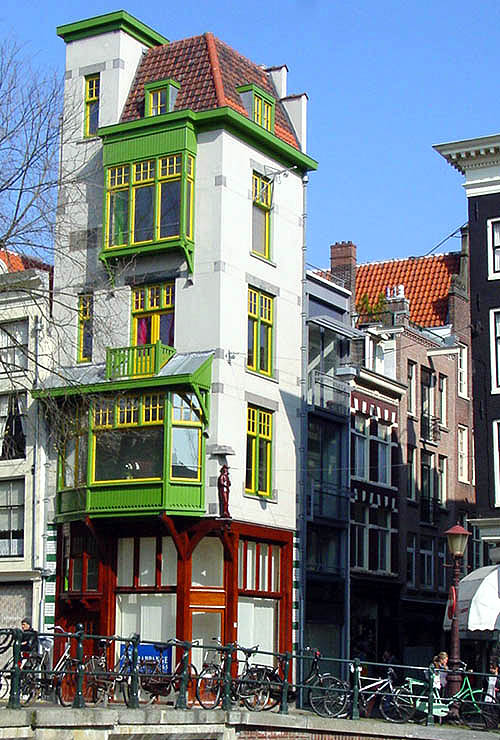
Gasthuismolensteeg 20 (1900)
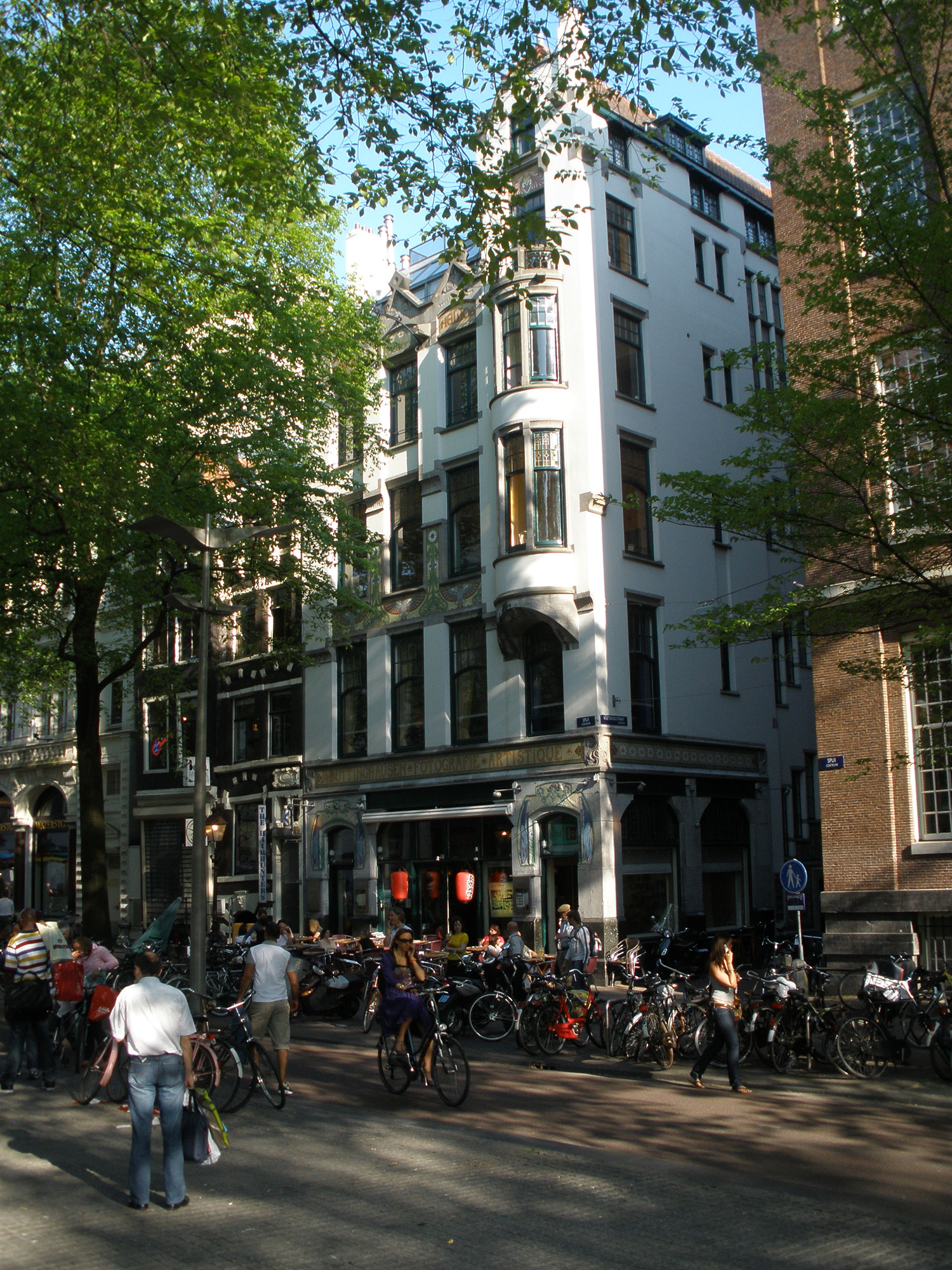
Здание Гелиоса, Спуи 15-19 (ок. 1900)
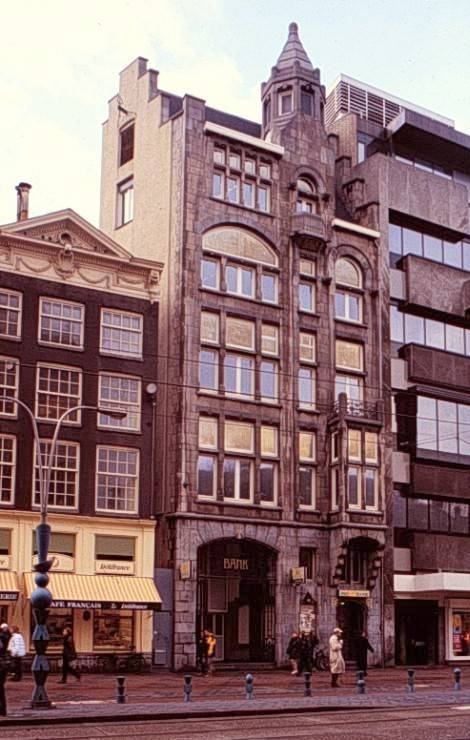
Дамрак 80-81 (1904)
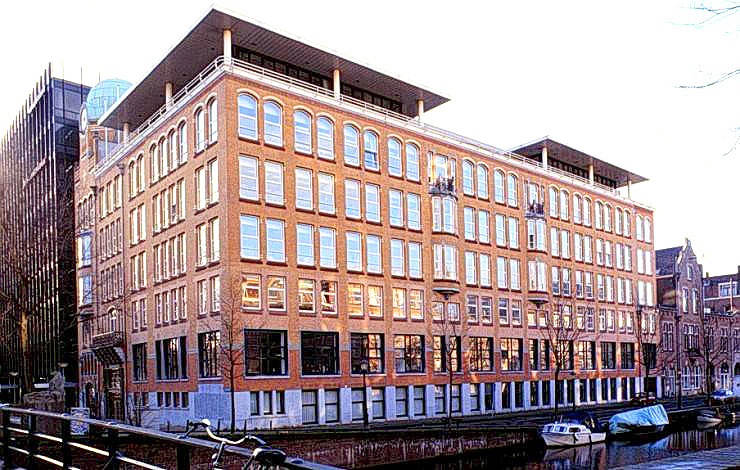
Алмазная биржа (1906)
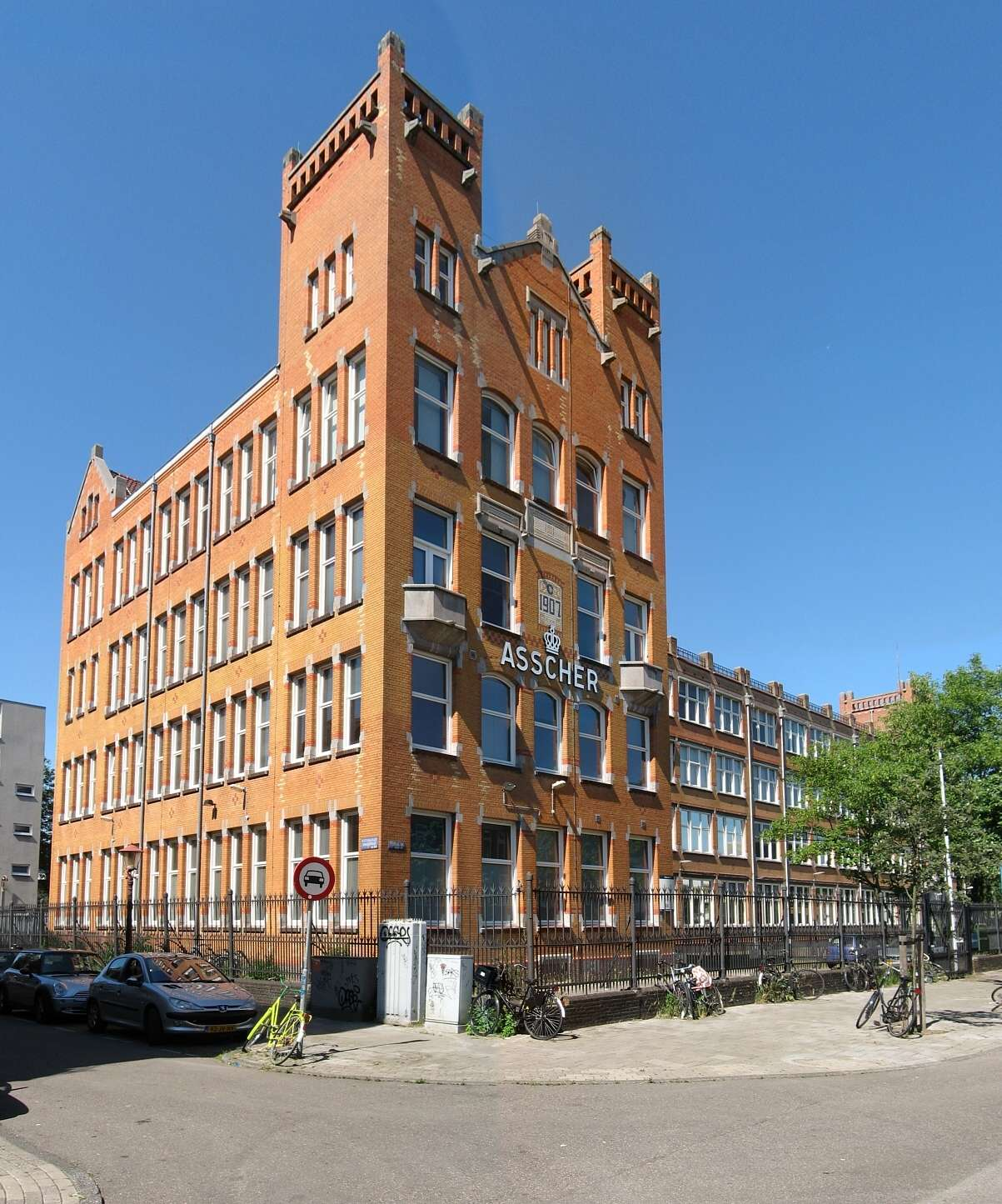
Алмазная фабрика Ашера (1911)